# Zvonice v Merbolticích
Zvonice v Merbolticích se nachází v centru vesnické památkové zóny v okrese Děčín v Ústeckém kraji, která se rozkládá podél Merboltického potoka na severních svazích Českého středohoří. Zvonice bývala součástí areálu kostela sv. Kateřiny Alexandrijské a přilehlého hřbitova, kostel však byl odstřelen na sklonku roku 1975 a hřbitov zničen. Zvonice rovněž chátrala, avšak po roce 2002, kdy byla církví převedena do majetku obce, byla opravena a byla v ní zřízena kaple sv. Kateřiny. Merboltická zvonice je zapsána na Ústředním seznamu nemovitých kulturních památek České republiky pod číslem 34225/5-3848.

## Popis stavby
Zvonice je charakterizována jako typově unikátní stavba, jaká nemá v této oblasti severních Čech obdoby. Základem objektu je zděná hranolová věžovitá stavba čtvercového půdorysu, jejíž původ je dle archeologických nálezů goticko-renesanční. Zděná část z lomového kamene, spojeného vápennou maltou, zahrnuje přízemí a první poschodí. Dřevěné zvonové patro je tvořeno trámovou konstrukcí se svislým bedněním a je zakončeno jehlancovou (stanovou) stříškou, pokrytou břidlicovými plotnami, na jejímž vrcholu je umístěn kovaný dvojramenný kříž. Jednotlivá patra jsou opticky oddělena římsami.

## Historie
První písemná zmínka o merboltické farnosti je zaznamenána v registru papežských desátků z roku 1352, kdy farnost přináležela k děkanství Lípa (dnešní Česká Lípa). Počínaje 14. stoletím se zachovala jména místních farářů, merboltické matriky se dochovaly od roku 1785. V pobělohorské době nastal úpadek vesnice, dočasně zanikla i místní fara. Obec se začala znovu rozvíjet až na přelomu 17. a 18. století, kostel sv. Kateřiny byl obnoven v barokním slohu v letech 1708 až 1709.  Od konce roku 1975, kdy na základě demoličního výměru byl 28. prosince vyhozen kostel to povětří, zůstala zvonice posledním pozůstatkem předbělohorské zástavby i jediným sakrálním objektem v Merbolticích.  Od 60. let 20. století byl již kostel z havarijních důvodů uzavřen a také zvonice byla zchátralá. V roce 1985 bylo zaznamenáno, že se rozpadá její dřevěná konstrukce. Přilehlý hřbitov měl být podle zmíněného demoličního výměru využíván jako lesopark, avšak až do 90. let 20. století tu bylo jen zpustlé místo. (Pozn.: likvidace kostela sv. Kateřiny v Merbolticích nebyla v děčínském okrese v době normalizace ojedinělým excesem - takto zanikly nebo měly zaniknout například i kostely v Růžové (obnoven), Markvarticích (obnoven v r. 2017), Kerharticích (obnoven), Valkeřicích, Rychnově, Touchořinách či kaple v Blankarticích. Celkem mělo být takto na Děčínsku a Litoměřicku v uvedené době zlikvidováno 13 chrámů.).
První oprava exteriéru zvonice proběhla až v roce 1997, kdy byla stavba ještě v majetku římskokatolické církve. Za prostředky, poskytnuté Okresním úřadem v Děčíně i místními občany, byla opravena střecha, fasáda, dřevěné části, okna a dveře. V první polovině roku 2002 se na základě darovací smlouvy stala zvonice majetkem obce. V roce 2003 byla zahájena oprava interiéru zvonice, včetně oprav klenby, podlah a schodů. Pro zvonici byl odlit renomovaným Zvonařstvím Manoušek nový zvon "Kateřina". V sobotu 8. května 2004 opravenou zvonici, nový zvon a obnovený hřbitov v Merbolticích vysvětil generální vikář litoměřické diecéze. Pro kapli sv. Kateřiny,  zřízenou ve zvonici, zapůjčilo oltář litoměřické biskupství.
Od roku 2009 probíhají přípravy na výstavbu nového farního kostela v Merbolticích, který má být zasvěcen svaté Kateřině Alexandrijské, svaté Markétě a svaté Apolonii. Jako základní kámen budoucího kostela byl vybrán a nově opracován jeden z kamenů původního zbořeného kostela. Tomuto základnímu kameni požehnal při své návštěvě České republiky koncem září 2009 papež Benedikt XVI.

## Zvony
V první polovině 20. století byly na merboltické zvonici tři zvony. Největší vážil 310 kg, zněl v tónu "h" a jmenoval se "Svatá Kateřina". Prostřední zvon zněl v tónu "dis", jmenoval se "Matka Boží" a vážil 145 kg. Nejmenší zvon "Svatý Josef" vážil 84 kg a měl tón "fis". Zvony byly pořízeny za 18 125 korun v roce 1929, prostředky na jejich zakoupení věnovali místní občané. Merboltické zvony byly zabaveny a odvezeny neznámo kam během druhé světové války v roce 1942. Navzdory pátrání ve skladišti zvonů v Hamburku i mezi původními německými obyvateli Merboltic se zvony nepodařilo nalézt, pravděpodobně byly roztaveny pro válečné účely. Ve zvonici z nich zůstala zavěšená jen jejich srdce.
V roce 2003 byla ukončena veřejná sbírka, vyhlášená obcí na pořízení nového zvonu, během níž bylo vybráno 130 000 Kč. Zakázka byla zadána zvonaři Petru Manouškovi, jelikož však jeho zvonařská dílna ve Zbraslavi byla zničena během povodní v roce 2002, zvon "Kateřina" byl nakonec odlit v nizozemském Astenu, v obci v Severním Brabantsku. Zvon byl hotov koncem roku 2003 a vysvěcen byl v květnu následujícího roku. V roce 2014 ke zvonu "Kateřina" přibyly ještě zvony "Josef" a "Marie (Matka Boží)", rovněž z dílny Petra Rudolfa Manouška. Slavnost, během níž litoměřický biskup Jan Baxant vysvětil nové zvony, se uskutečnila 23. srpna 2014. Na pořízení zvonů se složili jak čeští, tak i bývalí němečtí občané Merboltic a jejich potomci, určitou částkou přispěl i Česko-německý fond budoucnosti.